# Tower City (Dakota Północna)
Tower City – miasto w Stanach Zjednoczonych, w stanie Dakota Północna, w hrabstwie Barnes.